# Praslin, Aube
Praslin là một xã ở tỉnh Aube, thuộc vùng Grand Est ở phía bắc miền trung nước Pháp.

## Dân số
| 1962                                                                        | 1968 | 1975 | 1982 | 1990 | 1999 |
| --------------------------------------------------------------------------- | ---- | ---- | ---- | ---- | ---- |
| 102                                                                         | 84   | 81   | 59   | 60   | 63   |
| Nombre (en miller) retenu à partir de 1962: Population sans doubles comptes |      |      |      |      |      |